# Ubaide Alá ibne Abedalá ibne Tair
Abu Amade Ubaide Alá ibne Abedalá ibne Tair (em árabe: أبو أحمد عبيد الله بن عبد الله بن طاهر; romaniz.: Abu Ahmad Ubaydallah ibn Abdallah ibn Tahir; ca. 838 – maio de 913) foi um oficial militar taírida do século IX. Ele foi o último grande taírida a reter alto ofício, tendo servido como governador de Baguedade em vários momentos entre 867 e 891.[a]

## Carreira

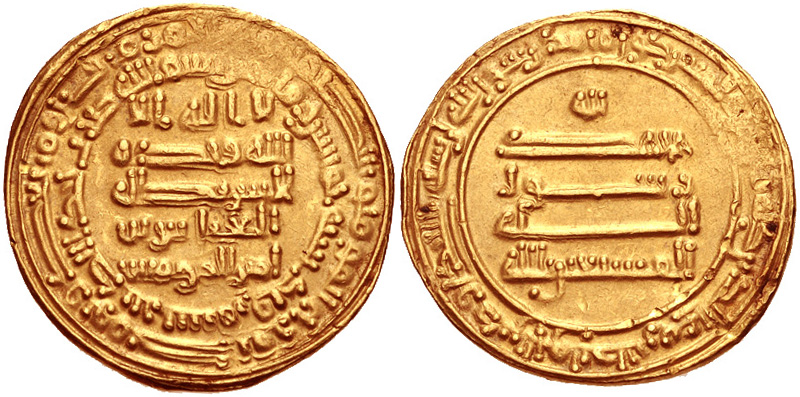
Dinar de ouro de Almostaim r.

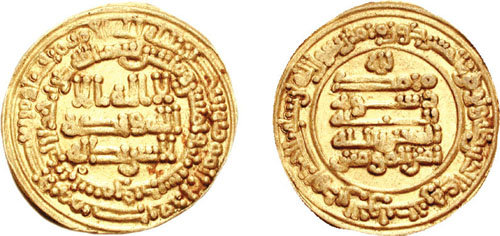
Dinar de ouro de Almutaz r.

Ubaide Alá foi o filho de Abedalá ibne Tair, o governador do Coração, de 828 até 845. Durante a guerra civil de 865-866, ele esteve presente em Baguedade, e ao longo do cerco da cidade serviu numa capacidade militar sob seu irmão Maomé ibne Abedalá ibne Tair, que como governador comandou a defesa geral contra os sitiantes. No fim da guerra, foi responsável por transferir o sinete, manto e cetro do califa derrotado Almostaim (r. 862–866) para o vitorioso Almutaz (r. 866–869). Com a morte de Maomé em novembro de 867, Ubaide Alá assumiu o governo de Baguedade como sucessor designado de seu irmão, e rapidamente recebeu confirmação formal de Almutaz.
Durante seu primeiro mandato, foi responsável por caçar os filhos do oficial turco Buga, o Jovem após sua execução em 868. Muito antes, contudo, foi afetado por problemas fiscais que trouxeram dificuldades para ele pagar os salários das tropas, sendo posteriormente compelido a render o governo a seu irmão Solimão em 869. Antes de resignar, ele esvaziou os tesouros e coletou os impostos de colheiras imaturas, deixando Solimão com uma grande falta de recursos. É subsequentemente mencionado em 874, como sendo ordenado pelo governo central a ler uma declaração aos peregrinos de várias províncias que estavam presentes em Baguedade, declarando que Iacube ibne Alaite não era o governador legítimo do Coração. Este relato, que sugere que Ubaide Alá estava numa posição de autoridade na capital, pode concordar com Hâmeza de Ispaã, que afirma que ele era governador por este tempo.
Após a morte de Solimão no final de 879, Ubaide Alá foi novamente nomeado como chefe de segurança (saíbe da xurta) em Baguedade, desta vez como representante do safárida Anre ibne Alaite, que havia recebido esta posição do governo central. Ele provavelmente reteve o governo até 885, quando um revés na política califal em direção aos safáridas resultou em Anre sendo formalmente demitido do ofício. Maomé ibne Tair foi investido com o governo do Coração nesta ocasião, mas Atabari não menciona se ele também recebeu o governo de Baguedade. No mesmo ano, contudo, Huceine ibne Ismail é mencionado como sendo saíbe da xurta de Maomé em Baguedade. Ubaide Alá ainda provavelmente era governador em 882-883, quando seu filho estava atuando como seu representante na capital.

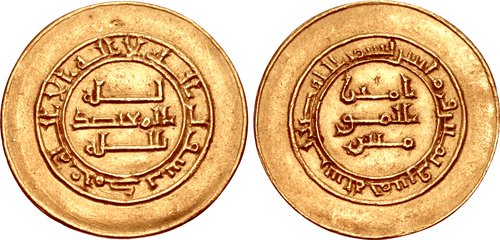
Dinar de ouro de Almutadide r.

Em agosto de 889, Ubaide Alá foi restaurado como saíbe após uma reaproximação entre o governo central e Anre, mas em 891 o príncipe abássida Abu Abas ibne Almuafaque (o futuro califa Almutadide, r. 892-902) nomeou seu próprio pajem Badre Almutadidi para esta posição. A nomeação de Badre representa a data mais tardia que Ubaide Alá poderia ter perdido seu ofício. Atabari menciona que em fevereiro de 890, o patrão de Ubaide Alá, Anre, sofreu outro revés em suas relações com o governo central, e que "ordens foram emitidas para remover os polos, bandeiras e escudos" portando seu nome dos quarteis da xurta. Ele não especifica se Ubaide Alá foi demitido neste ponto. Seja como for, durante o reinado de Almutadide, Ubaide Alá caiu num período de dificuldades, e em seus últimos anos dependeu de assistência financeira de indivíduos proeminentes como Almoctafi, Abedalá ibne Almutaz, e Amade e Ali Alfurate. Ele morreu em Baguedade em maio de 913.

## Cultura
Além de sua carreira política, Ubaide Alá foi renomado por seu extenso patrocínio e habilidade cultural, levando ao historiador Clifford Edmund Bosworth a chamá-lo "o mais celebrado de sua família na literatura e campos artísticos". Ele foi considerado por ser proficiente em literatura, poesia, gramática, história, geometria e música adabe, e suas habilidades nestes campos foram louvados por autores como Abul Faraje de Ispaã e Axabuxti. Como músico, foi conhecido por ter composto várias melodias para cantores de destaque de seu tempo, embora ele era muito orgulhoso de ter abertamente tomado crédito por suas obras e atribuiu-as a uma cantora que ele possuía. Ele também gozou duma relação duradoura com o poeta ibne Rumi, e foi um dos maiores dedicados da poesia do último.
Ubaide Alá foi o autor de várias obras, embora acredita-se que estejam atualmente perdidas. Entre seus escritos estavam um livro sobre poemas e poetas (Kitab al-ishara fi akhbar al-shi'r), um tratado sobre governo (Risala fi al-siyasa al-mulukiyya), uma coleção de cartas enviadas para ele pelo príncipe e poeta abássida ibne Almutaz, um livro sobre melodia e o arcabouço por trás da composição de músicas bem conhecidas (Kitab al-adab al-rafi'a) e um trabalho sobre retórica (Kitab al-bara'a wa al-fasaha). Sua poesia também foi organizada numa coleção (divã), e muitos de seus versos foram transmitidos por escritores posteriores.